# 博爾杜鄉
45°19′20″N 27°14′40″E / 45.32222°N 27.24444°E
博爾杜鄉（羅馬尼亞語：Boldu, Buzău），是羅馬尼亞的鄉份，位於該國東南部，由布澤烏縣負責管轄，面積43平方公里，海拔高度48米，2007年人口2,453，人口密度每平方公里57人。